# Тура (притока Гнилої Липи)
Тура — річка у Перемишлянському районі Львівської області, права притока Гнилої Липи (басейн Дністра).

## Опис
Довжина річки приблизно 6 км. Висота витоку над рівнем моря — 450 м, висота гирла — 347 м, падіння річки — 103 м, похил річки — 17,7 м/км. Формується з багатьох безіменних струмків та водойм.

## Розташування
Бере початок у словітському лісі на південно-східній стороні від села Словіта. Тече переважно на південний схід і у селі Липівці впадає у річку Гнилу Липу, ліву притоку Дністра.